# Katharina Wilhelmina Schweickhardt

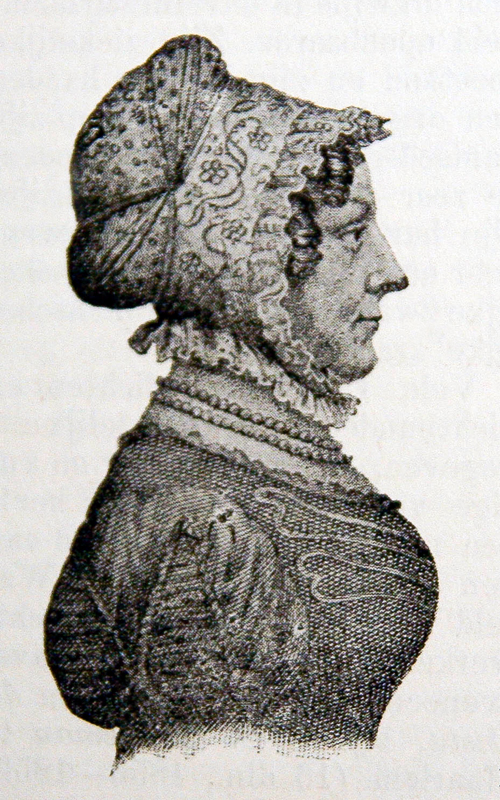
Katharina Wilhelmina Schweickhardt

Katharina Wilhelmina Schweickhardt (Den Haag, 3 juli 1776 — Haarlem, 16 april 1830) was een Nederlandse dichteres en tekenares uit de 19e eeuw.
Zij was de dochter van de kunstschilder Hendrik Willem Schweickhardt (1746-1797) en Magdalena Josina van Olst. 
Na enige tijd in Delft te hebben gewoond, verhuisde ze in 1787 met haar vader naar Londen. Daar wendde ze zich tot Engelse taalstudies. Vanwege haar afkomst sprak ze Hoogduits en oefende ze ook in het Frans, Spaans en Italiaans. Kort voordat ze Willem Bilderdijk ontmoette, schreef ze de Engelstalige tragedie "Fatal Love", die later in de Nederlandse vertaling "Elfriede" werd genoemd.
Vanaf 1797 was zij de levensgezellin van jurist, dichter en geleerde Willem Bilderdijk (1756-1831), met wie zij, als diens tweede echtgenote, in 1802 trouwde. Uit deze verbintenis werden acht kinderen geboren, van wie er twee de volwassen leeftijd bereikten.

## Publicaties

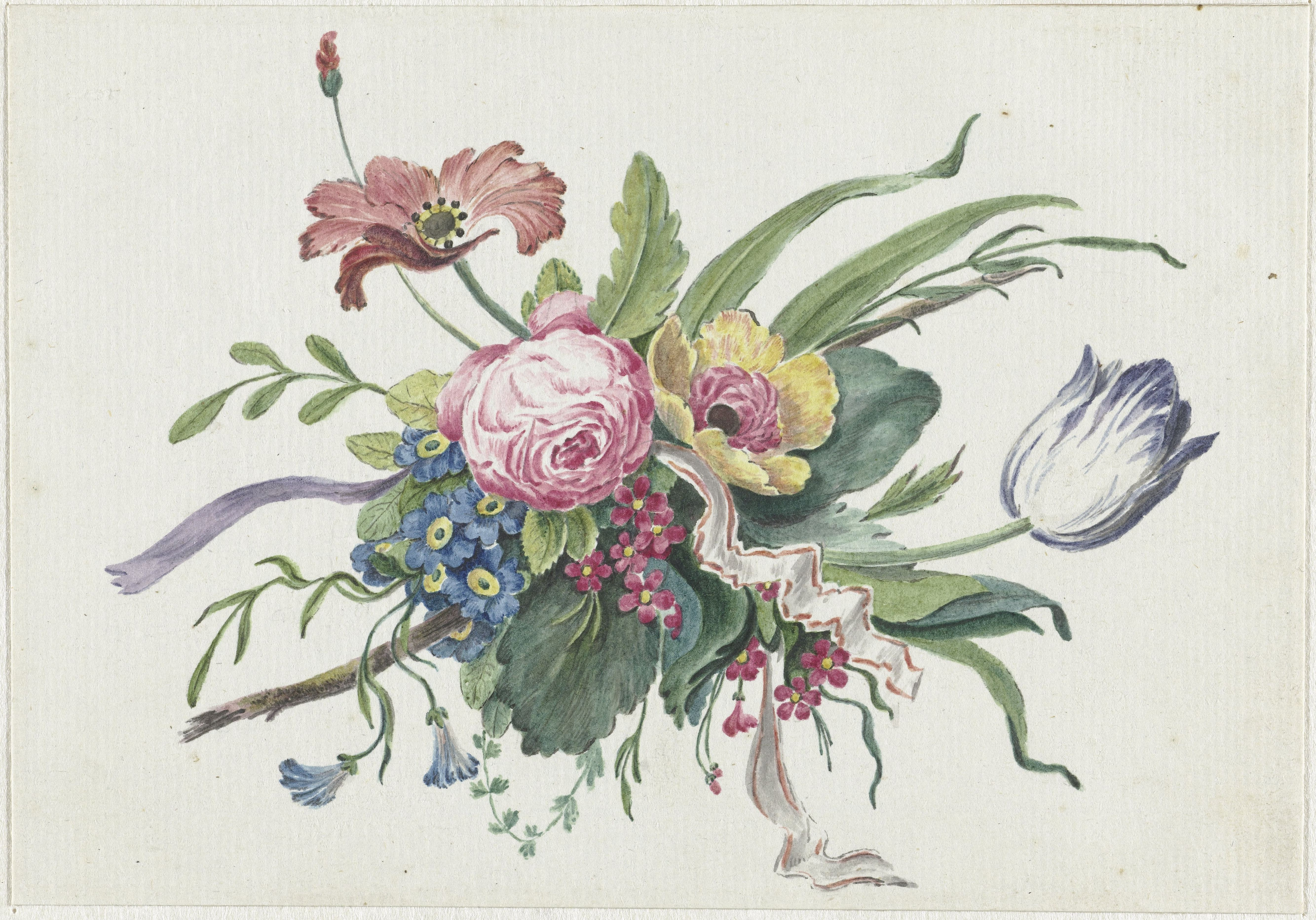
Bloemstuk (aquarel door Katharina Schweickhardt)

- Gedichten voor kinderen (Haarlem 1813; 3de verm. druk 1824; 4de druk 1838).
- De veldslag van Waterloo (Gent 1816).
- Treurspelen (Amsterdam 1818) (o.a. Elfriede, de vertaling van het ongepubliceerde Fatal love).
- Poëzy (Rotterdam 1820).
- Gedichten (Rotterdam 1827).
- Nieuwe gedichten (Brussel 1829).
- De gedichten van Vrouwe Katharina Wilhelmina Bilderdijk, Is. da Costa ed., 3 delen (Haarlem 1858-1860).
- Vrouwe Bilderdijk’s drama Fatal Love en Elfriede. Een parallel-uitgave, M. van Hattum ed. (Amstelveen 2002).
- Vrouwe Katharina Wilhelmina Bilderdijk, Gedichten voor kinderen, M. van Hattum ed. (Amstelveen 2010).

- Biografisch Portaal: 60007028
- Digitale Bibliotheek voor de Nederlandse Letteren: bild001
- Gemeinsame Normdatei: 171977653
- International Standard Name Identifier: 0000 0000 5103 8763
- Library of Congress Control Number: nr00037702
- Nationale Bibliotheek van Israël: 987007258622505171
- Nederlandse Thesaurus van Auteursnamen: 070169152
- RKD-Nederlands Instituut voor Kunstgeschiedenis: 71524
- Système universitaire de documentation: 266827756
- Virtual International Authority File: 26905892
- WorldCat: E39PBJx4rFDtMQWJC7bWmG9bh3